# Nicholls (Georgia)
Nicholls è un comune degli Stati Uniti d'America, situato nello Stato della Georgia, nella contea di Coffee.